# نشانه اسپالدینگ
نشانه اسپالدینگ (انگلیسی: Spalding's sign) نشانه‌ای بالینی در پزشکی زایمان است که نامش را از «آلفرد بیکر اسپالدینگ» می‌گیرد. نشانه اسپالدینگ شاخصی از مرگ‌ومیر نوازد در حوالی تولد است. هنگامی که مرگ جنین رخ می‌دهد از دست رفتن هم‌ترازی و روی‌هم سوارشدن استخوان‌های بالای جمجمه به دلیل کوچک شدن مخ رخ می‌دهد. معاینه سونوگرافیک شکمی ممکن است روی‌هم سوارشدن استخوان‌های جمجمه جنین را نشان دهد. اکثر تخمین‌ها زمان دقیق مرگ جنین را حدود ۴ تا ۷ روز قبل از همپوشانی و جدا شدن استخوان‌های جمجمه جنین می‌دانند.